# Bischöfliches Schloss Fürstenau
Das Schloss Fürstenau, ehemals auch „Bischöfliches Schloss“ oder „Unteres Schloss“ genannt, steht in Fürstenau, der kleinsten Stadt der Schweiz. Zusammen mit dem Schloss Schauenstein oder „Oberen Schloss“, bildete es ursprünglich einen Teil der mittelalterlichen Wehranlage.

## Geschichte

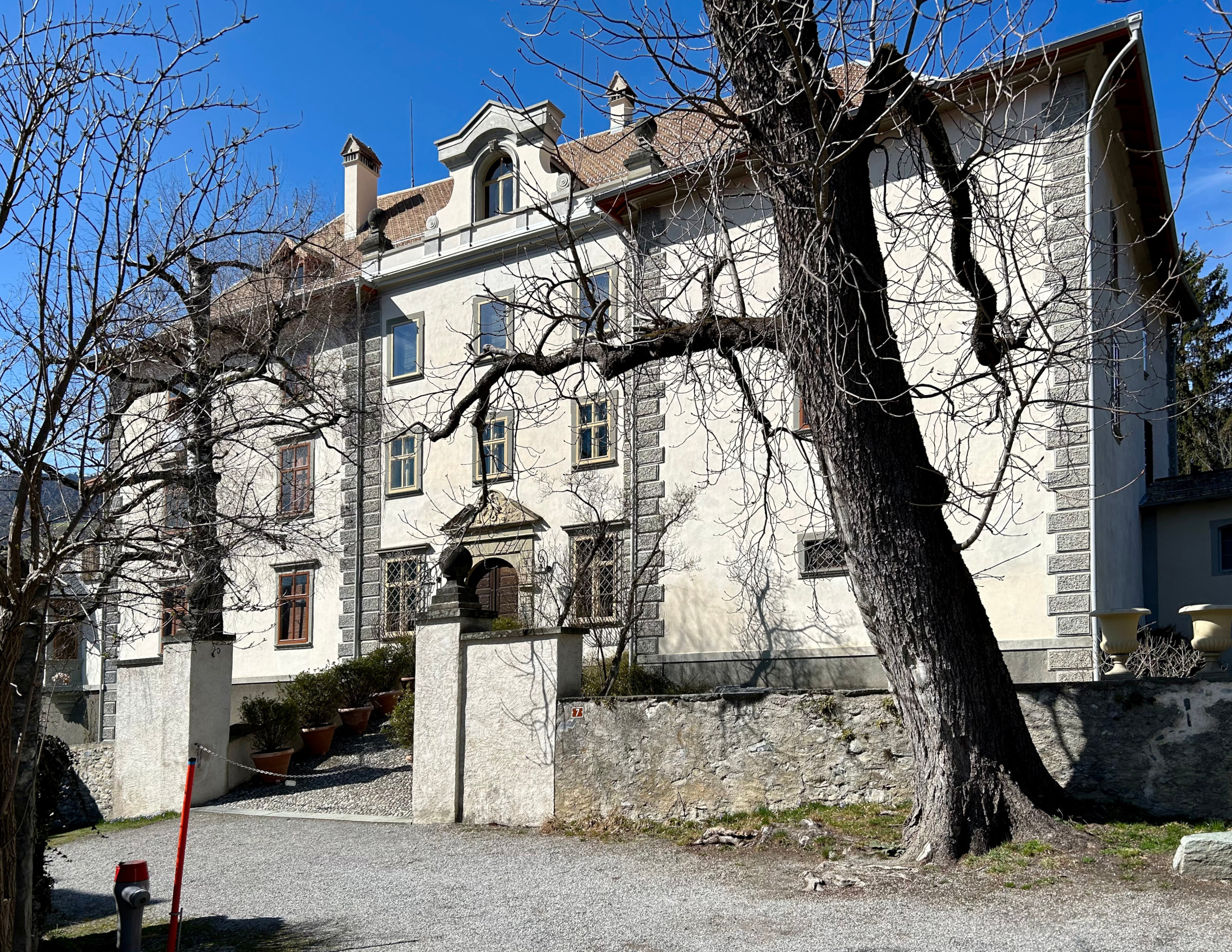
Front des Schlosses Fürstenau

Die Erbauung einer ersten Wehranlage geht in die Regierungszeit des Churer Bischofs Heinrich I. von Montfort in die Zeit um 1272 zurück. Sie erhielt 1354 königliche Stadtrechte. Aus jener Anfangszeit hat sich an der Ostecke der quadratische Bergfried mit einer Seitenlänge von rund zehn Metern erhalten. Der mittelalterliche Wohnbau wird im Südwesten vermutet.
1635 baute Meister Magnus Tauscher aus dem Allgäu einen Dachstuhl, der mit seiner Länge von 62 Schuh der Länge des Schlosses ohne Turm entsprach. Grosse Umbauten fanden unter Bischof Ulrich VII. von Federspiel zwischen 1709 und 1711 statt. Davon sind keine Abbildungen erhalten. Eine Vermutung, dass ein «Abriss» das Schloss zeigt, konnte bei archäologischen Grabungen nicht bestätigt werden. Der Stadtbrand vom 27. Oktober 1742 richtete verheerenden Schaden vor allem beim Turm an. Unter Bischof Benedikt von Rost fand der Wiederaufbau statt, das Schloss erhielt sein heutiges Aussehen. Auch die grossartigen Stuckdecken stammen mehrheitlich von diesem Umbau.
Schloss Fürstenau war damals das Verwaltungszentrum der bischöflichen Herrschaft im Domleschg und am Heinzenberg. Residierte der Bischof in Fürstenau, stellte er Urkunden aus. Zudem mussten die Zinsen aus dem Raum Domleschg hier abgeliefert werden. 
Seine Bedeutung als Fürstensitz verlor das Schloss kurze Zeit nach dem Wiederaufbau, sein Zustand wurde bereits 1780 als desolat beschrieben. Ab 1802 sollte das Schloss verkauft werden, einzig der Titel «Herr von Fürstenau» sollte beim Bischof verbleiben. Der Verkauf kam jedoch nicht zu Stande. Das Bistum vermietet 1840 das Gebäude an den Kanton Graubünden für eine Korrektionsanstalt. Als die Anstalt nach Realta verlegt wurde, stand das Schloss einige Jahre leer. Ab 1855 wurde es unter Pater Theodosius Florentini als 'Kosthaus' für Jugendliche genutzt, nach 1871 beherbergte es eine Realschule.
Am 20. August 1877 wurde das Schloss vom Bistum an den Kaufmann Peter (Conradin) von Planta verkauft, der 1863 schon das benachbarte Schloss Schauenstein gekauft hatte. Er liess das bischöfliche Wappen über dem Eingang durch sein eigenes ersetzen. 1878 richtete er das erste Landspital Graubündens ein. 1896 schenkte er es seinem Sohn Gaudenz von Planta, der es zusammen mit seiner frischvermählten Frau Jenny von Planta-Vischer umfassend renovierte. Herr Chiodera vom Zürcher Architekturbüro Chiodera und Tschudy wurden mit den Umbauarbeiten betraut. Die heute noch vorhandene historistische Einrichtung mit Täfer und Böden machten aus dem ehemaligen Kosthaus und Spital einen vornehmen Familiensitz. Bemerkenswert ist der Einbau der grossen Fenster und dem neuen Wintergarten über einer Loggia mit dem Gartenzugang.
Die Familie von Planta verkaufte das Schloss 1961 an die Emser Werke, 1983 übernahm es die Familie Calonder. Seit 2016 ist das Schloss Fürstenau im Besitz von Guido Hager und David Hauptmann. Die Epochen von Rokoko und Historismus sind erhalten geblieben, die Infrastruktur wurde erneuert. Am meisten Aufmerksamkeit wurde der neuen Eindeckung des maroden Daches geschenkt. Das Kaltdach ist erhalten geblieben und wurde wieder mit gelben Ziegeln gedeckt, so gelb wie die ältesten noch vorhandenen Ziegel. Das Schloss wird privat bewohnt.

## Galerie

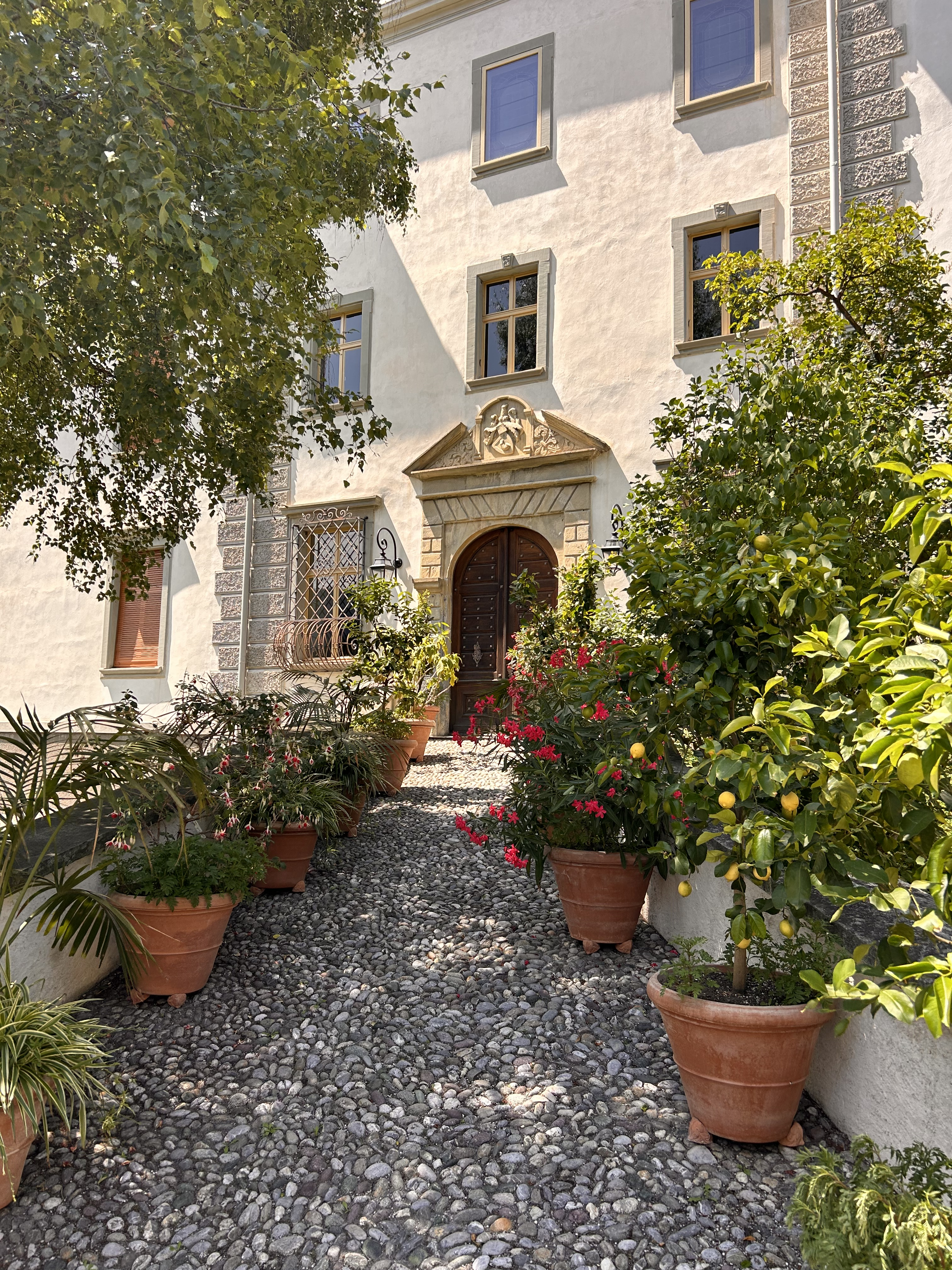
Eingangstor